# 國立小精靈博物館
國立小精靈博物館是愛爾蘭都柏林的一間博物館，主要收藏愛爾蘭民間傳說中的拉布列康的展品。